# Дьєрдь де Гевеші
Дьєрдь де Геве́ші (відомий також як Гео́рг Чарльз де Геве́ші та Георг Карл фон Гевеші, угор. Hevesy György, нім. Georg Karl von Hevesy; 1 серпня 1885, Будапешт, Угорщина — 5 липня 1966, Фрайбург, ФРН) — угорський хімік, почесний академік Угорської АН, іноземний член Лондонського королівського товариства (1939), лауреат Нобелівської премії з хімії (1943)

## Біографія
У 1908 закінчив Будапештський університет.
Професор університетів:
- Будапештський університет (1918)
- Копенгагенський університет (1920—1926, 1934—1943)
- Університет Фрайбурга (1926—1934)
- Стокгольмський університет (1943)

Коли під час Другої світової війни німецькі війська у квітні 1940 року окупували данську столицю Копенгаген, Георг Гевеші розчинив золоті нобелівські медалі німецьких фізиків Макса фон Лауе і Джеймса Франка в царській воді, щоб сховати їх від німецьких окупантів. Фон Лауе і Франк перебували в опозиції до націонал-соціалізму в Німеччині та довірили свої медалі Нільсу Бору, щоб запобігти конфіскації. Німцями прийняття і носіння нобелівських медалей було заборонено після того, як противник націонал-соціалізму Карл фон Осецький у 1935 році отримав Нобелівську премію миру. Після закінчення війни де Гевеші екстрагував заховане в царській воді золото і передав його до Шведської королівської академії наук, яка виготовила нові медалі й передала їх фон Лауе і Франку.

## Перше використання радіоізотопів
У 1911 році молодий студент Гевеші працював у Манчестері з радіоактивними матеріалами та, через бідність, жив у гуртожитку. З часом Гевеші почав підозрювати, що в їдальні гуртожитку для приготування їжі використовували недоїдки, часом досить старі, судячи за смаком. Щоб перевірити свою гіпотезу, він додав до недоїдків невелику кількість радіоактивних матеріалів. Через кілька днів, коли було видано подібну страву, він взяв зразок і за допомогою простого електроскопа підтвердив свої побоювання — їжа була радіоактивною. Ця цікава історія часто використовується як приклад дослідницької натури вченого, але він був зайнятий і серйознішими роботами в даній сфері, застосовуючи радіотрейсери для мічення свинцю.

## Основні роботи
- 1913 — спільно з Фрідріхом Панетом запропоновано метод ізотопних індикаторів (мічених атомів), застосування його для біологічних досліджень.
- 1922 — відкриття гафнію спільно з Дірком Костером
- 1936 — перше застосування активаційного аналізу спільно з угорським хіміком Гільдою Леві[en].

## Визнання заслуг
- Нобелівська премія з хімії (1943)

- Премія «Атоми для миру» (1959).

## Твори
- Adventures in radioisotope research. The collected papers, v. 1-2, Oxf., 1962
- В рос. пер. — Радіоактивні індикатори, їх застосування в біохімії, нормальної фізіології та патологічній фізіології людини і тварин, М., 1950.